# 羽前中山駅
羽前中山駅（うぜんなかやまえき）は、山形県上山市中山にある、東日本旅客鉄道（JR東日本）奥羽本線の駅である。「山形線」の愛称区間に含まれている。

## 歴史
- 1952年（昭和27年）11月15日：開業[2][3]。
- 1961年 (昭和36年) 9月30日：行き違い設備竣工[4]。
- 1970年（昭和45年）10月1日：荷物の扱いを廃止[5]。無人化[3][6]。
- 1971年（昭和46年）9月17日：複線化され[3]、相対式ホーム2面2線になる。
- 1987年（昭和62年）4月1日：国鉄分割民営化により、東日本旅客鉄道の駅となる[2]。
- 2001年（平成13年）：現在の駅舎に改築。
- 2024年（令和6年）10月1日：えきねっとQチケのサービスを開始[1][7]。

## 駅構造
相対式ホーム2面2線を有する地上駅である。互いのホームは跨線橋で連絡している。のりばは駅舎側（西側）が1番線となる。
山形駅管理の無人駅である。駅舎内部に乗車駅証明書発行機が設置されている。
なお、当駅を境に山形方面は複線、米沢方面は単線となる。

### のりば
| 番線 | 路線    | 方向 | 行先     |
| ---- | ------- | ---- | -------- |
| 1    | ■山形線 | 下り | 山形方面 |
| 2    | ■山形線 | 上り | 米沢方面 |

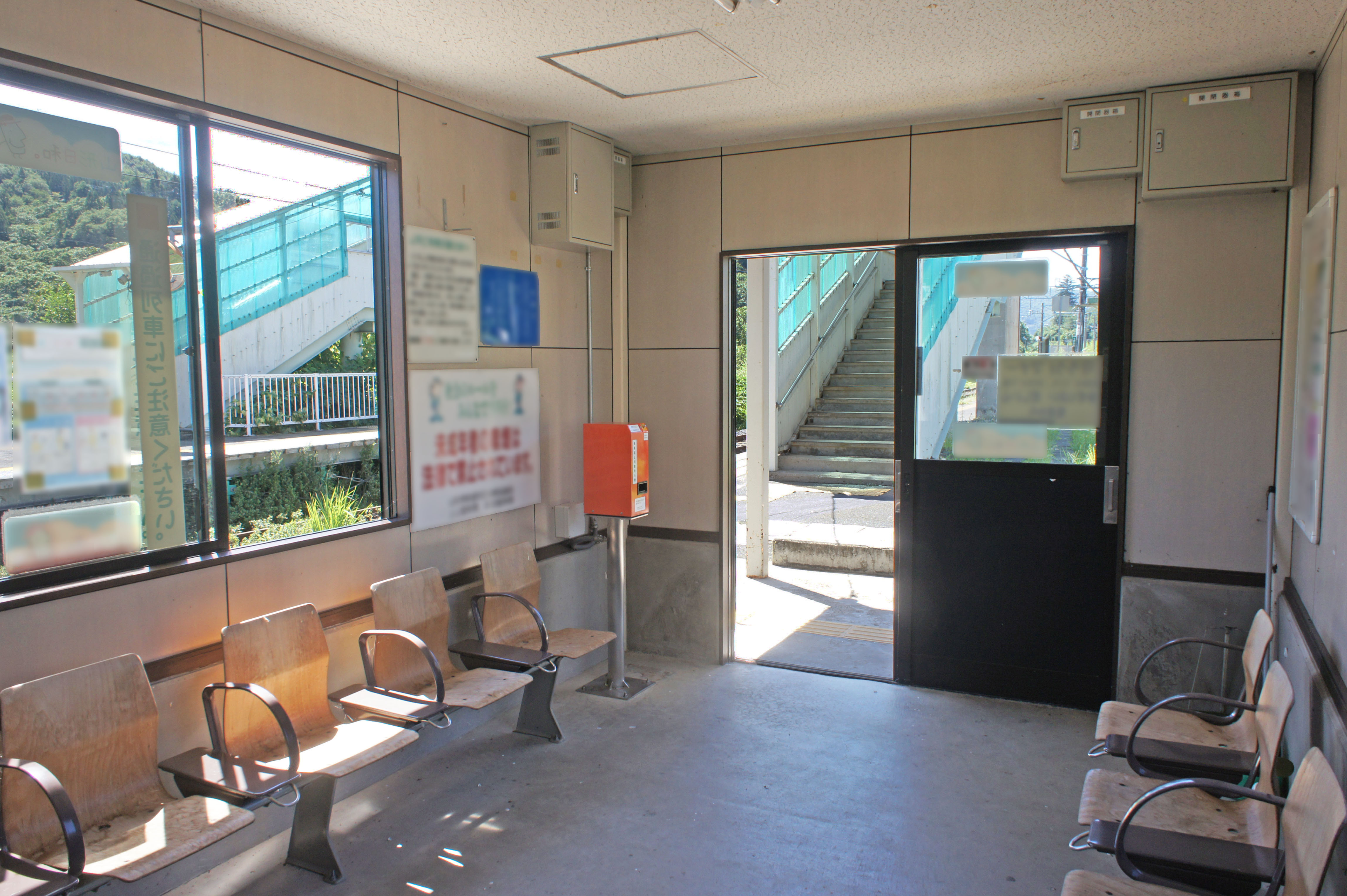
待合室（2022年8月）
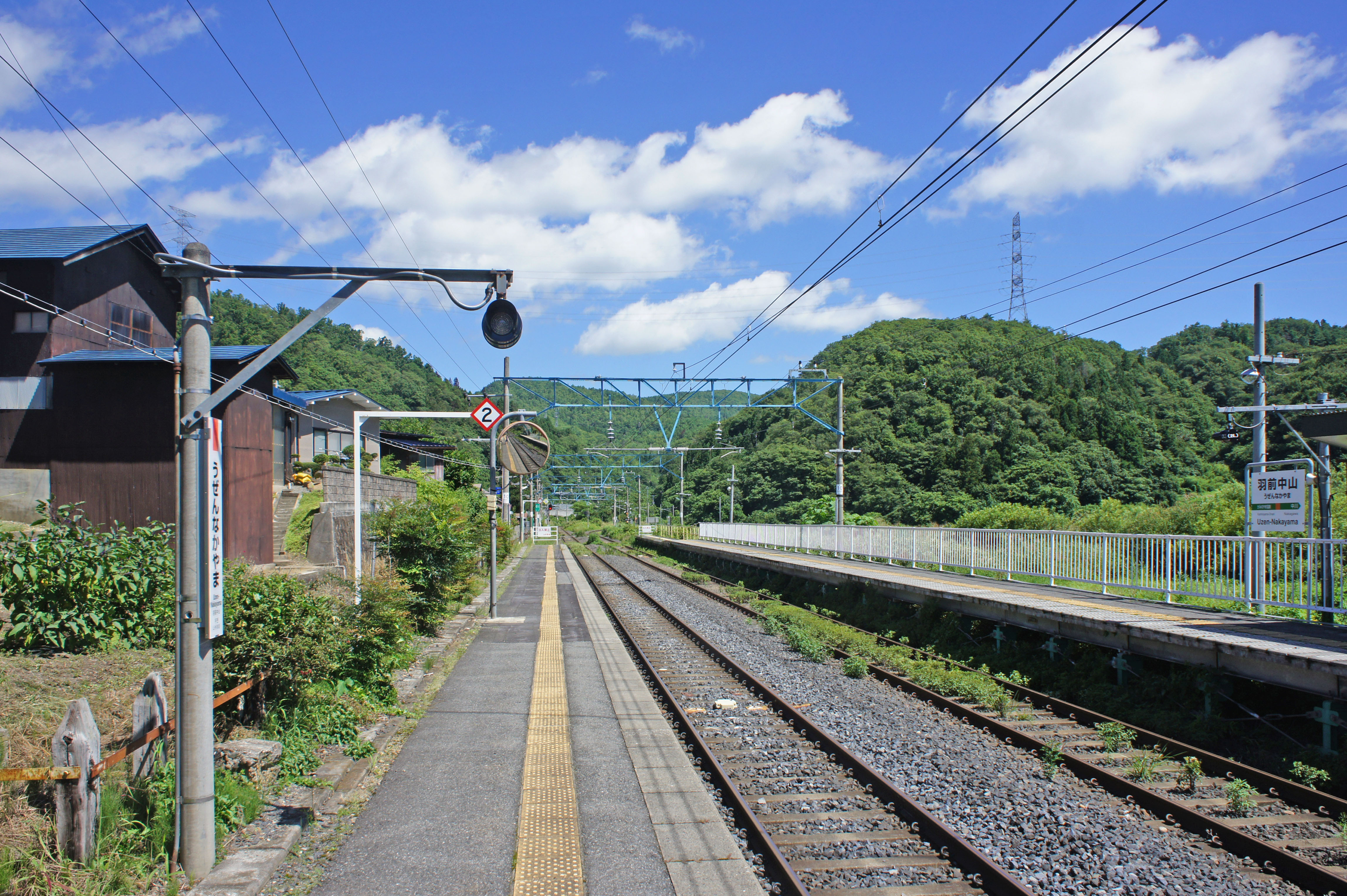
ホーム（2022年8月）

## 利用状況
「山形県の鉄道輸送」によると、2000年度（平成12年度）- 2004年度（平成16年度）の1日平均乗車人員の推移は以下のとおりであった。
| 乗車人員推移       | 乗車人員推移     | 乗車人員推移 |
| 年度               | 1日平均 乗車人員 | 出典         |
| ------------------ | ---------------- | ------------ |
| 2000年（平成12年） | 119              | [ 9 ]        |
| 2001年（平成13年） | 116              | [ 9 ]        |
| 2002年（平成14年） | 116              | [ 9 ]        |
| 2003年（平成15年） | 110              | [ 9 ]        |
| 2004年（平成16年） | 108              | [ 9 ]        |

## 駅周辺
- 中山郵便局
- 国道13号
- 前川ダム

## 隣の駅
東日本旅客鉄道（JR東日本）
■山形線（奥羽本線）
中川駅 - 羽前中山駅 - かみのやま温泉駅